# Ânkhkhâf
Ânkhkhâf est l'un des fils de Snéfrou et le demi-frère de Khéops.

## Famille
Ânkhkhâf est un fils du roi Snéfrou et d'une mère inconnue. Il porte le titre de « Fils aîné du roi de son corps » (sȝ nswt n kht.f smsw). 
La tombe d'Ânkhkhâf à Gizeh (G 7510) représente sa sœur-femme, la princesse Hétep-Hérès. Hétep-Hérès est la fille aînée de Snéfrou et de la reine Hétep-Hérès Ire et donc la demi-sœur d'Ânkhkhâf. Hétep-Hérès a les titres de « Fille aîné du roi de son corps », « Celle qu'il aime » (sat nswt n khtf smst mrt.f) et « Prêtresse de Snéfrou » (hmt-nTr Snfrw). 
Ânkhkhâf et Hétep-Hérès ont une fille, qui est la mère de leur petit-fils Ânkhétef.

## Carrière
Ânkhkhâf avait les titres de « Fils aîné du roi de son corps » (sȝ nswt n kht.f smsw), « vizir » de son frère Khéops et « Grand des Cinq de la maison de Thot » (wr djw pr-Djehuti).
Ânkhkhâf aurait été impliqué dans la construction de la Grande Pyramide de Gizeh. En 2013, une collection de fragments de papyrus, le Journal de Merer, a été découverte dans l'ancien port de Khéops à Ouadi al-Jarf. On pense que les billes de bois d'un inspecteur nommé Merer datent de la 27e année du règne de Khéops et que le transport de calcaire de Tourah à Gizeh a atteint des mois records d'exploitation. Les documents font référence à un centre administratif nommé Ro-She Khoufou qui était sous l'autorité du vizir Ânkhkhâf. Selon l'égyptologue Pierre Tallet, cela le placerait responsable de la construction de la pyramide vers la fin du projet. Bien que le journal ne le précise pas, Tallet croit que les opérations font référence à la livraison du calcaire de Tourah utilisé pour le parement. Dans le papyrus, Ânkhkhâf est appelé noble (iry-pat) et surveillant de Ra-She-Khoufou. Ce dernier endroit était le port de Gizeh où arrivèrent les pierres pour la construction de la pyramide.

## Sépulture
Le tombeau mastaba d'Ânkhkhâf, G 7510, était l'un des plus grands du cimetière oriental de la pyramide de son frère Khéops à Gizeh. La tombe a été datée du règne de Khéphren par George Andrew Reisner. Plus récemment, une étude de l'architecture, de l'iconographie et des titres des occupants a conduit à une réévaluation et la tombe couvre probablement les règnes de Khéops, Djédefrê et Khéphren.
Un buste d'Ânkhkhâf en pierre calcaire peinte et réaliste découvert dans sa tombe est considéré comme l'œuvre d'un maître de l'art égyptien de l'époque de l'Ancien Empire, et peut être vu au Musée des Beaux-Arts de Boston. Son numéro de catalogue est Museum Expedition 27.442.